# Gordonia wrightii
Gordonia wrightii är en tvåhjärtbladig växtart som först beskrevs av August Heinrich Rudolf Grisebach, och fick sitt nu gällande namn av Hsüan Keng. Gordonia wrightii ingår i släktet Gordonia och familjen Theaceae. Inga underarter finns listade i Catalogue of Life.